# Genea longipalpis
Genea longipalpis là một loài ruồi trong họ Tachinidae.